# Назаров, Владимир Васильевич
Владимир Васильевич Назаров (род. 24 февраля 1952, Новомосковск) — советский, российский и украинский композитор, певец, киноактёр, режиссёр театра и кино, художественный руководитель музыкального театра Национального искусства, профессор Российской академии музыки имени Гнесиных и ГИТИС. Профессор Киевского института музыки им. Глиэра. Народный артист Российской Федерации (2004). Член Союза театральных деятелей Российской Федерации и Союза кинематографистов России.

## Биография
Владимир Назаров родился 24 февраля 1952 года в городе Новомосковск Днепропетровской области в семье шофёра. Мать работала в больнице. Владимир был средним из трёх братьев.
Окончил с отличием среднюю школу и музыкальную школу по классу баяна (педагог Пётр Мартынович Костев). Затем поступил в Днепропетровское культурно-просветительское училище по специальности «Руководитель оркестра народных инструментов».
Окончил Московский институт культуры (дирижёр) и ГИТИС (режиссёр).
С 1970 по 1972 год служил в армии в CГВ, расквартированной в Польше. После службы в армии Назаров переехал в Москву.

## Деятельность
В 1975 году Владимир Назаров создал на базе Института Культуры ансамбль духовых народных инструментов «Жалейка» в составе семи человек: Александр Григорьев, Василий Порфирьев, Анатолий Тормосин, Сергей Молашенко, Александр Агеев, Юрий Воробьев и сам Назаров. 29 сентября 1975 года состоялось первое выступление ансамбля в Колонном зале Дома Союзов. Ансамбль «Жалейка» был признан уникальным русским инструментальным коллективом. Его записи вошли в антологию «Русские народные музыкальные инструменты» (1978).
Очень скоро «Жалейку» приняли в Москонцерт.
В 1977 году коллектив поехал на гастроли во Францию в составе участников театрализованного представления «Песни и танцы русских революций» (постановка Иосифа Туманова).
В этот период ансамбль сотрудничал с Надеждой Бабкиной и коллективом «Русская песня».
В 1978 году Владимир Назаров окончил Московский государственный институт культуры (факультет «Оркестровое дирижирование»).
В 1978 году ансамбль «Жалейка» получил вторую премию II-го Всероссийского конкурса исполнителей на народных инструментах и исполнителей народной песни в Ленинграде и стал лауреатом Всемирного фестиваля молодёжи и студентов в Гаване.
В 1982 году произошло преобразование «Жалейки» в Ансамбль фольклорной музыки. В состав ансамбля вошли солисты мирового класса: Тамара Сидорова, Константин Кужалиев, Борис Сихон, Ирина Гущева, Андрей Баранов, Александр Чалых и другие. В 1983 году Назаров и его ансамбль побеждают на VII Всесоюзном конкурсе артистов Эстрады.
С 1984 года Владимир Назаров и ансамбль участвует в создании многих мультфильмов («Зачем. Верблюду. Апельсин», «Обратная сторона луны», «Кот и Ко», и многие другие). В том же году Владимир Назаров выпускает русскоязычный вариант швейцарской детской песенки Танец маленьких утят. Русский текст написал Юрий Энтин. На следующий день после написания текста песня выходит в эфир на телевидении из Концертной студии Телецентра Останкино. Тогда же Назаров пишет песню «Ах, карнавал» (текст: А. Шишова, А. Перова). Песню исполнила солистка ансамбля, скрипачка Тамара Сидорова.
В 1985 году песня «Ах, карнавал» исполняется на закрытии XII Всемирного Фестиваля молодёжи и студентов в Москве. С этого момента песня становится визитной карточкой Ансамбля фольклорной музыки и композитора по всему миру.
В 1986 году Ансамбль фольклорной музыки принимал участие в концертах для ликвидаторов аварии Чернобыльской АЭС.
В 1989 году его ансамбль становится Государственным ансамблем фольклорной музыки Союза ССР. С этих пор с Ансамблем сотрудничают: Елена Романова, Георгий Мушеев, Елена Кись, Василий Попадюк, Сергей Сапрычев, Владимир Тирон, Наталья Штурм и другие.
За 25 лет своего существования Ансамбль Фольклорной музыки много гастролировал. Принимал участие во многих фестивалях Европы, Латинской Америки и США.
В девяностые годы Назаров активно сотрудничает в качестве композитора с многими исполнителями российской эстрады (Александром Малининым, Тамарой Гвердцители и др.), театральными и кинорежиссёрами.
В 1993 году Владимир Назаров окончил ГИТИС (факультет «Режиссура эстрады»).
С 1998 года Назаров начал самостоятельную певческую карьеру и в 2000 году выпустил дебютный клип на новый текстовый вариант песни «Ах, карнавал» и одноимённый авторский альбом. Параллельно Владимир Васильевич набирает целевой курс в Российской академии музыки имени Гнесиных. Многие студенты этого курса в дальнейшем вошли в состав его ансамбля.
В 2001 году выходит второй сольный альбом композитора «Сероглазый король». Заглавную композицию, на стихи Анны Ахматовой, Владимир Назаров исполнил в дуэте с дочерью Ксенией. Клип на песню «Попугай» (стихи Н. Гумилёва) из этого альбома активно ротировался в программе «Доброе утро, страна!».
В феврале 2002 года Государственный Ансамбль фольклорной музыки обретает здание. Основан Государственный музыкальный театр Национального искусства под руководством Владимира Назарова. В феврале того же года при поддержке Министерства культуры РФ в театре проходит «I-ый Международный фестиваль национального искусства стран СНГ»
В 2004 году Назарову присвоено звание Народный артист Российской Федерации.
В 2005 году он набирает целевой курс в РАТИ. В том же году выходит экранизация спектакля «Игроки», за музыкальное оформление которого Назаров удостоен театральной премии «Чайка».
В 2012 года Владимир Назаров стал членом Совета по Общественному телевидению России. В 2015 году вышел из Совета в связи с тем, что, по его мнению, ОТР не откликается на злободневные проблемы в стране, а также из-за негативных оценок в отношении украинцев со стороны руководителя Совета Олега Табакова.
В 2014 году покинул пост Художественного руководителя Государственного музыкального театра национального искусства. В августе того же года учреждён автономный Музыкальный театр национального искусства.
В 2016 году артист переехал на ПМЖ на Украину, и с этого года живёт и работает там. В декабре 2016 года получил паспорт гражданина Украины.
В 2019 — 2020 годах был художественным руководителем Днепропетровского театра оперы и балета.

## Личная жизнь
Сын Артём (род. 1976) — актёр. С 2003 по 2021 работал в музыкальном театре под руководством отца; снимался в ряде фильмов с ним же.

## Звания, награды, премии
- Звание Заслуженного артиста РСФСР (1988)
- Звание Народного артиста Российской Федерации (2004)
- Звание почётного жителя города Новомосковска (2007)
- Медаль «За трудовое отличие» (1990)
- Знак «В память ликвидации последствий катастрофы на ЧАЭС» (2006)
- Знак ордена Святого Александра Невского «За труды и отечество» I степени
- Премия Овация (2000 — «Композитор года», «За особый вклад в развитие фольклорного искусства и в связи с 25-летним юбилеем Государственного ансамбля фольклорной музыки», 2002 — «За особый вклад в развитие эстрадного искусства»)
- Московская премия «Пилар» («За вклад в развитие музыкального национального искусства», 2002)
- Премия «Чайка» в номинации «Мелодии и ритмы» (за лучшее музыкальное оформление спектакля «Игроки», режиссёр: О. Меньшиков, 2002)
- Лауреат кинофестиваля «Южные ночи» город Геленджик (к/ф «Лабиринт», 2009)
- Международный кинофестиваль стран СНГ и Балтии «Новое кино. XXI век» город Смоленск (к/ф «Продаётся детектор лжи» — Приз зрительских симпатий, 2005)
- Кинофестиваль «Улыбнись, Россия!» город Астрахань (к/ф «Продаётся детектор лжи» — Приз «За совмещение несовместимого», 2005)

## Общественная позиция
В 1991 году во время Августовского путча Назаров возил на своём автомобиле продукты находившимся на баррикадах.
Дружит с бывшим премьер-министром России, председателем партии ПАРНАС Михаилом Касьяновым и сам состоит в этой партии. Придерживается оппозиционных взглядов относительно российской государственной внешней и внутренней политики.
В 2014 году осудил аннексию Крыма, назвав её «трагедией для России».

## Дискография
- 2009 Сто дорог (авторский сборник) CD
- 2008 Мелодия — Вас поздравляют звёзды. — «Ах, Карнавал» CD
- 2007 Родник в пустыне — музыка к спектаклю «Фантазии на тему маленького принца» CD
- 2001 Музыка к спектаклю «Лесная песня» (саундтрек) CD
- 2001 Сероглазый король (альбом) CD
- 2001 Твик-Лирек, Юрий Энтин. Антошка и другие... Детям — «Танец утят» CD
- 2000 Ах, карнавал (авторский сборник) CD
- 1986 Эта планета одна у людей. Песни о мире — «Карнавал» (пластинка)
- 1986 ЧУДЕСНЫЙ РОЖОК — «Пошла Дуня за водой» (пластинка)
- 1986 XII Всемирный фестиваль молодёжи и студентов — «Карнавал» (пластинка)
- 1986 С Новым годом! — Если метель... — «Карнавал» (пластинка)
- 1985 С Новым годом — «Танец утят» (пластинка)
- 1985 Кругозор № 4 (11), Ритмы фестиваля — «Чешская полька» (пластинка)
- 1985 Кругозор № 7 (7), Песни фестиваля. — «Ах, карнавал!» (пластинка)
- 1984 Кругозор № 2 (8), Ансамбль В.Назарова. — «На горе-то, на горушке», «Скорый поезд», «Мы возвращаемся с праздника» (пластинка)
- 1983 Седьмой Всесоюзный конкурс артистов эстрады — «Скорый поезд» (пластинка)
- 1978 «Русский инструментальный ансамбль „Жалейка“ Руководитель В. Назаров. Русские народные песни» (пластинка)
- 1978 «Русские народные музыкальные инструменты антология — Russian folk musical instruments antology» (3 пластинки) — «Пошла Дуня за водой»
- 1978 Кругозор № 12 Играет ансамбль «Жалейка». «Заиграй, моя волынка» «Пошла Дуня за водой», «Веснянки» и «Жалейка» Е. Кузнецова (пластинка)

## Театральные работы и шоу-программы
- 1989 «Русские фрески XX века» (режиссёр)
- 1990 «Между нами, братьями, говоря…», театрализованный проект (режиссёр)
- 1992 «Возьмёмся за руки, друзья», музыкально-театрализованное представление (режиссёр)
- 1994 «Песни и танцы русских цыган», театрально-музыкальная программа (режиссёр)
- 1996 «1001 ночь», театрально-музыкальная программа (режиссёр)
- 1998 «Музыка народов мира», театрально-музыкальная программа (режиссёр)
- 2000 «Лесная песня», режиссёр-постановщик — Р. Козак, МХАТ им. Чехова (композитор)
- 2001 «Игроки» по пьесе Н. В. Гоголя, режиссёр-постановщик — О. Меньшиков, «Театральное товарищество 814» (музыкальное оформление)
- 2004 «Поминальная Молитва, или Скрипач на крыше» (режиссёр, совместно с Н. Попковым)
- 2006 «Мавка», мюзикл (режиссёр, композитор)
- 2007 «Фантазии на тему маленького принца» (режиссёр, композитор)
- 2008 «Тень», музыкальная комедия, режиссёр — А. Назаров (композитор)
- 2009 «Продаётся детектор лжи» по пьесе В. Сигарева (режиссёр, композитор)
- 2010 «Муха-Цокотуха» и «Тараканище», музыкальные спектакли (режиссёр-постановщик, композитор)
- 2011 «Параллельные миры», шоу (режиссёр-постановщик, композитор)
- 2011 «Золушка», музыкальная сказка, режиссёр — А. Назаров (композитор)
- 2011 «И смех, и грех», музыкальная комедия, режиссёр — С. Кожаев (композитор)
- 2017 «Жил-был пёс», детский мюзикл (композитор, режиссёр-постановщик)[18]
- 2018 «Скрипаль на даху» (режиссер-постановщик)
- 2018 «Один день из тысячи ночей» (композитор, режиссёр-постановщик)
- 2018 «Ночь перед Рождеством» (автор пьесы, композитор, режиссёр-постановщик)
- 2019 «Пиросмани» (автор пьесы, композитор, режиссёр-постановщик)
- 2019 «Набуко» (режиссёр-постановщик)

## Фильмография

### Композитор
- 1982 — Лис и дрозд
- 1983 — Обратная сторона луны
- 1984 — Про шмелей и королей
- 1985 — Лебединое пёрышко
- 1985 — Пекка
- 1985 — Зачем верблюду апельсин?
- 1986 — Корабль пустыни
- 1986 — Сундук
- 1986 — Кран
- 1986 — Школа помощников. Фильм первый
- 1986 — Школа помощников. Фильм второй
- 1987 — Ах, принцесса!
- 1987 — Сова
- 1988 — Босой учёный
- 1990 — Тюк!
- 1991 — Послушный ученик
- 1993 — Война слонов и носорогов

### Актёрские работы
- 2001 — Марш Турецкого 2 — профессор Георгий Емельянович Сахнов, руководитель клиники
- 2004 — К вам пришёл ангел — Дубровин
- 2005 — Продаётся детектор лжи
- 2009 — Возвращение мушкетёров, или сокровища кардинала Мазарини — спикер парламента
- 2009 — Роковое сходство — камео

### Режиссёрские работы в кино
- 2005 — Продаётся детектор лжи
- 2009 — Лабиринт

## Клипы
- 2000 — «Дон Жуан» исполняет Тамара Гвердцители (композитор)
- 2000 — «Гроза» исполняет Надежда Бабкина (композитор)
- 2000 — «Ах, карнавал» (композитор, исполнитель)
- 2000 — «Попугай» (композитор, исполнитель)
- 2000 — «Вот и встретились» в дуэте с Надеждой Бабкиной (композитор, исполнитель)
- 2002 — «Ретро-трамвай» (режиссёр, композитор, исполнитель)
- 2007 — «Сто дорог» в дуэте с Марией Молчановой (режиссёр, композитор, исполнитель)
- 2009 — «Силы любви» исполняет Мария Молчанова (режиссёр, композитор)
- 2011 — «Адреналин» исполняет Евгения Лоза (режиссёр, композитор)